# Reintal (Wetterstein)

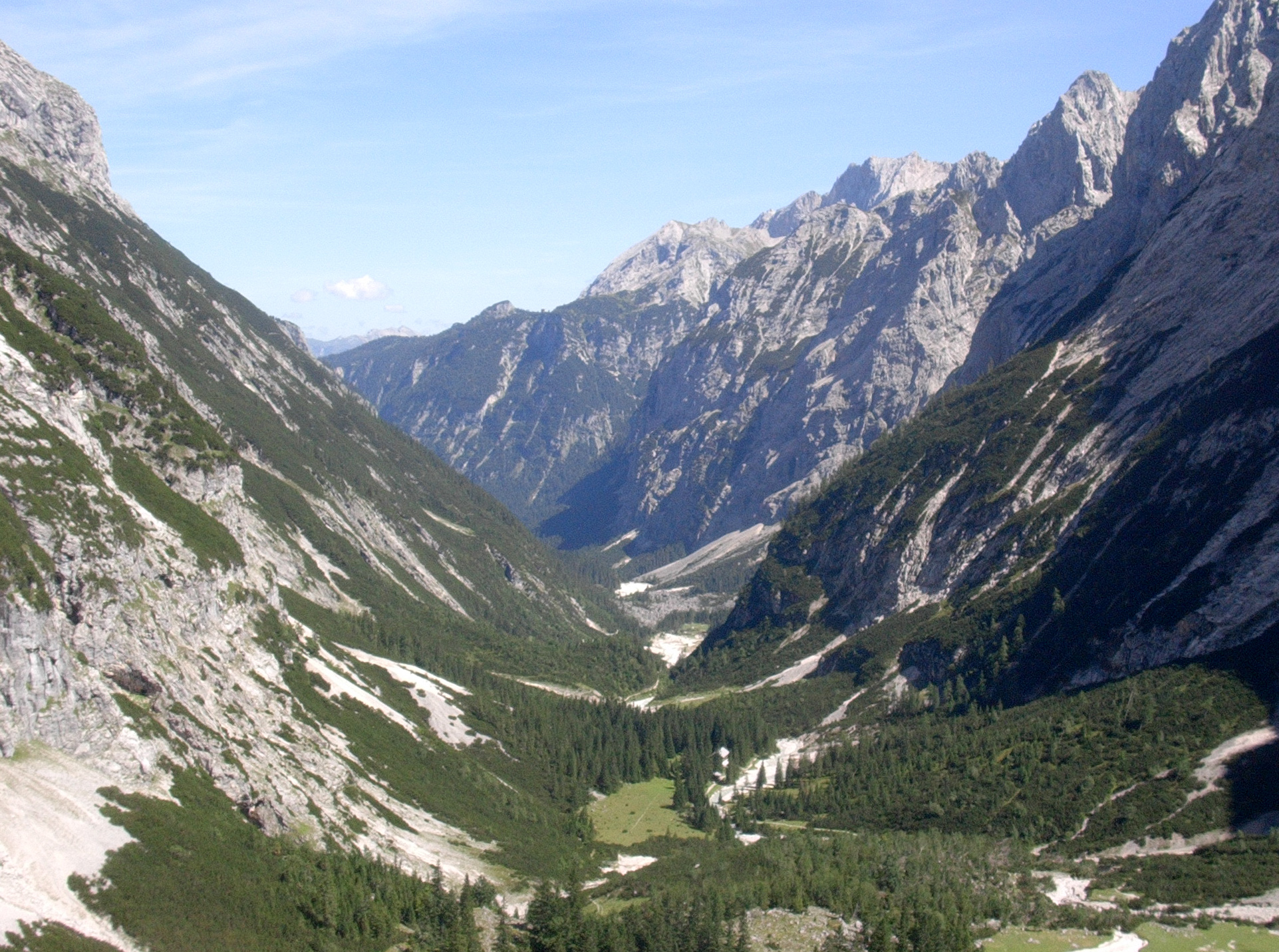
Oberes Reintal beim Abstieg vom Zugspitzplatt

Reintal wird das obere und untere Tal der Partnach zwischen dem Zugspitzplatt und der Partnachklamm genannt.
Das Tal wurde während der Würmeiszeit vom „Reintalgletscher“ angelegt und in der Nacheiszeit, nach Rückzug des Gletschers bis zur Randlage des Schneefernerkopfes, durch die Partnach vertieft. Das vom Reintalgletscher geprägte und heute als Trogtal ausgebildete obere Reintal endet zwischen dem hohen Gaifkopf im Westen und dem Schachen im Osten. Das untere Reintal liegt bereits im Bereich des ehemaligen Gletschermeeres des Loisachgletschers, dem der Reintalgletscher von Südwesten her zufloss. Es ist als Kerbtal ausgebildet und überwiegend durch den Bergbach Partnach geprägt.

Lagekarte Wetterstein

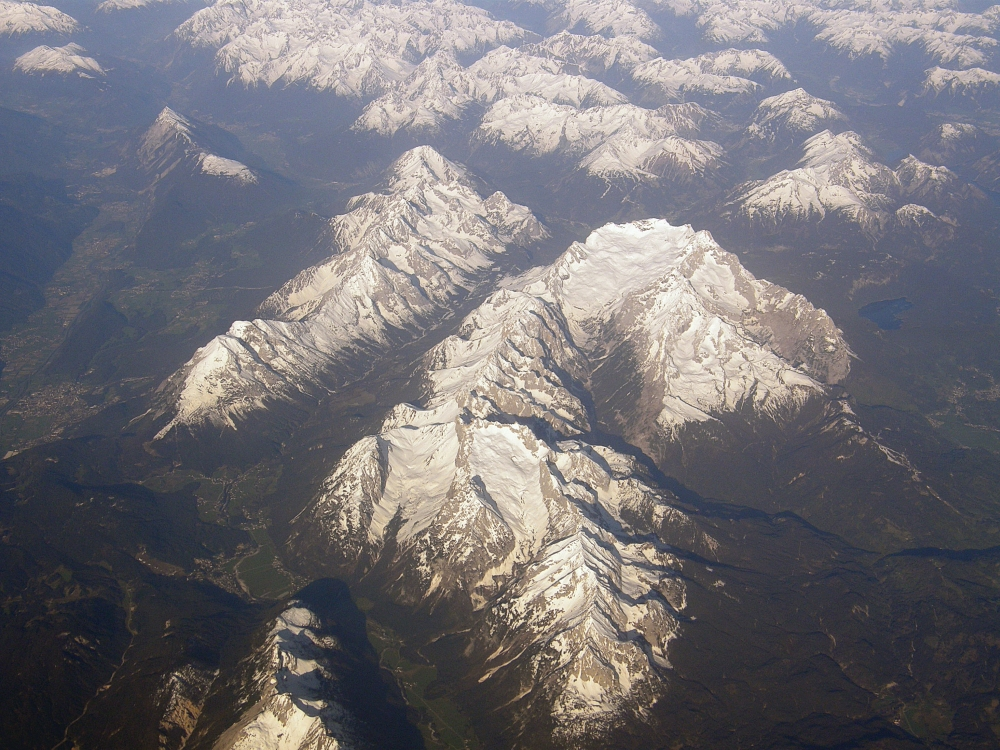
In der Bildmitte das Wettersteingebirge mit Reintal, das in das schneebedeckte Zugspitzplatt übergeht

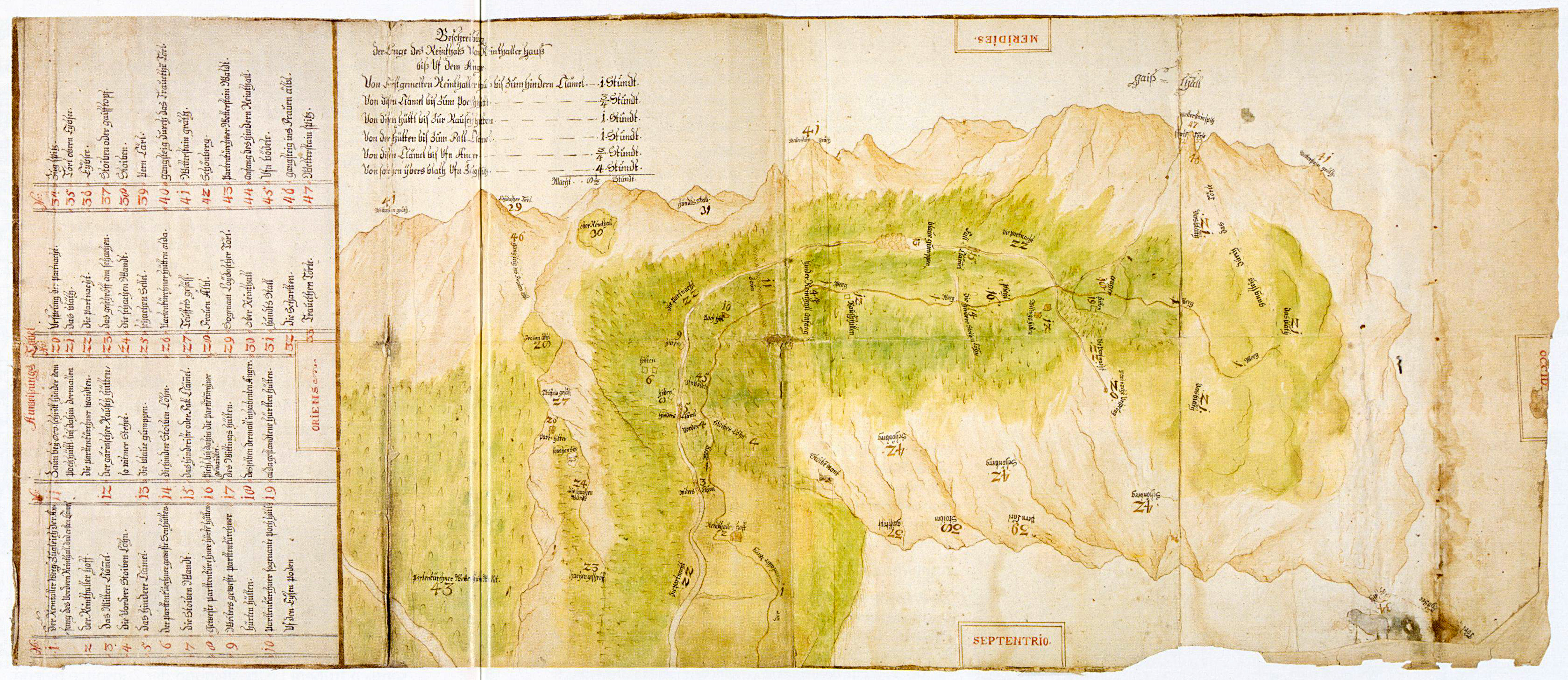
Augenscheinkarte des Reintals mit dem Zugspitzplatt um 1730

Zusammen mit dem Höllental im Norden gliedert das Reintal das Wettersteingebirge in mehrere Gebirgskämme. Die nördliche Umrahmung wird von den Graten der Höllentalspitzen (2743 m) und der Hohe Gaifkopf (1864 m) gebildet. Die höchsten Punkte der südlichen Talflanke liegen am Hochwanner (2744 m), dem Hinterreintalschrofen (2670 m) und der Dreitorspitze (2682 m). Der Talboden liegt in einem Höhenbereich zwischen 1400 m ü. NN am Partnachursprung, 1002 m ü. NHN eingangs der Hinteren Klamm und 797 m ü. NHN zu Beginn der Partnachklamm, im oberen Reintal also circa 1300 bis 850 Meter unter den umgebenden Bergspitzen. Im oberen Reintal spielen auch Massen aus Bergstürzen aus den Nordwänden von Hochwanner und Hinterreintalschrofen eine Rolle bei der Talbildung. Durch sie wurde der ehemalige Trogtalboden verschüttet, der Lauf der Partnach nach Norden abgedrängt und stellenweise aufgestaut.
Die Nutzung der Reintalangeralm ist bereits für das Jahr 1485 nachweisbar. Sie wurde oft von Tiroler Untertanen aus der Leutasch genutzt, die ihr Vieh über das Ehrwalder Gatterl dorthin auftrieben.
siehe auch: Oberreintal

## Blaue Gumpen
Die Blaue Gumpe entstand laut dendrochronologischen Untersuchungen durch einen Bergsturz vor ca. 600 bis 700 Jahren, also im 14. Jahrhundert. Auf der Augenscheinkarte des Reintals um 1730 sind die Blaue Gumpe und die sie aufstauenden Felsmassen eingezeichnet. Durch weitere Bergstürze entstanden um 1800 die Vordere und Hintere Blaue Gumpe. Erstere wurde am 23. August 2005 durch Starkregen (200 mm in 24 h) vollständig mit Sediment wieder aufgefüllt, wobei durch den hohen Druck der natürliche Staudamm brach. Die Hochwasser-Flutwelle verursachte erhebliche Schäden im weiteren Talverlauf. Über die ständige Veränderung der Landschaft und der Oberflächengestalt informieren insgesamt elf gekennzeichnete Haltepunkte eines „Geomorphologischen Lehrpfades“ im Reintal.
Innerhalb des Reintals führt ein weniger steil ansteigender Weg zur Zugspitze, dessen Teilstück bis zur Knorrhütte Teil des roten Wegs der Via Alpina ist.
Die im Tal gelegenen Bockhütte und Reintalangerhütte dienen Wanderern und Bergsteigern als Jausenstation und Ausgangspunkte für zahlreiche Touren.
Aufgrund der großen Entfernung zum Ort und da keine Straßen ins Tal führen ist es trotz der leichten Begehbarkeit wenig erschlossen und noch sehr naturnah. Zusammen mit dem Wimbachtal in Ramsau bei Berchtesgaden zählt das Reintal mutmaßlich zu den beeindruckendsten großen, naturnahen Tallandschaften der Bayerischen Alpen. Das obere Reintal ist als Naturschutzgebiet geschützt.

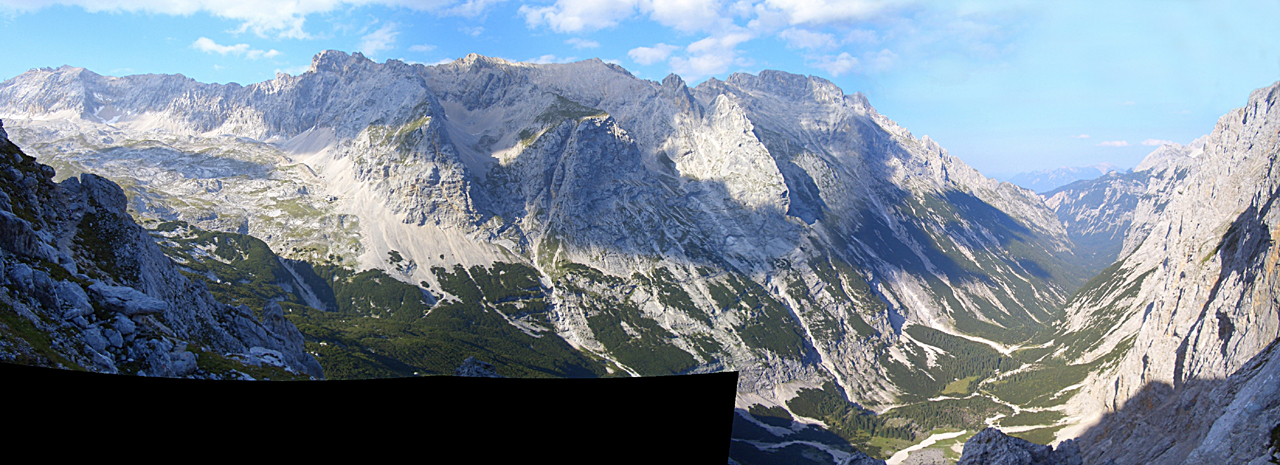
Blassenkamm mit Reintal von Westen (vom Gatterl)
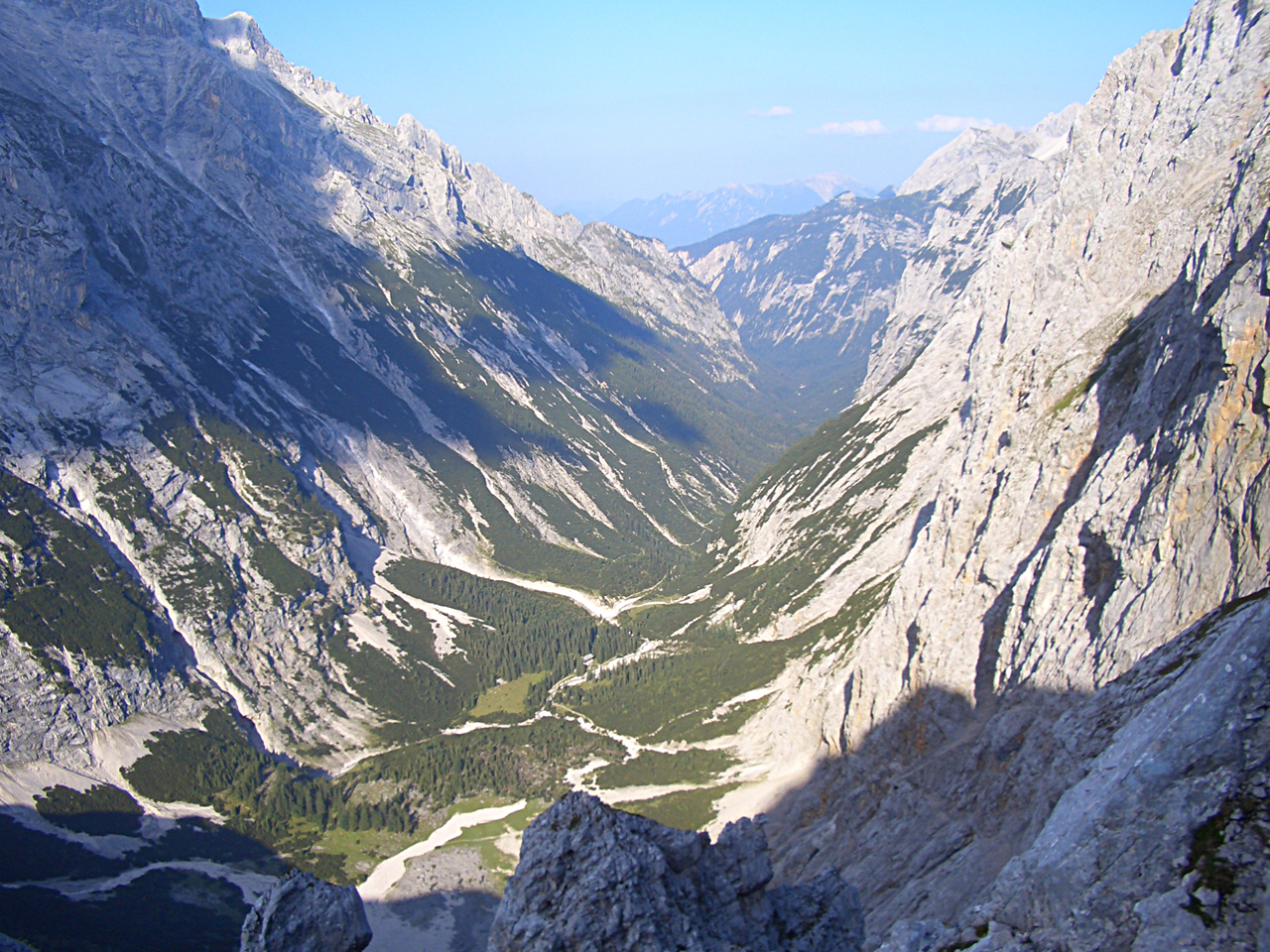
Reintal von Westen (vom Gatterl)
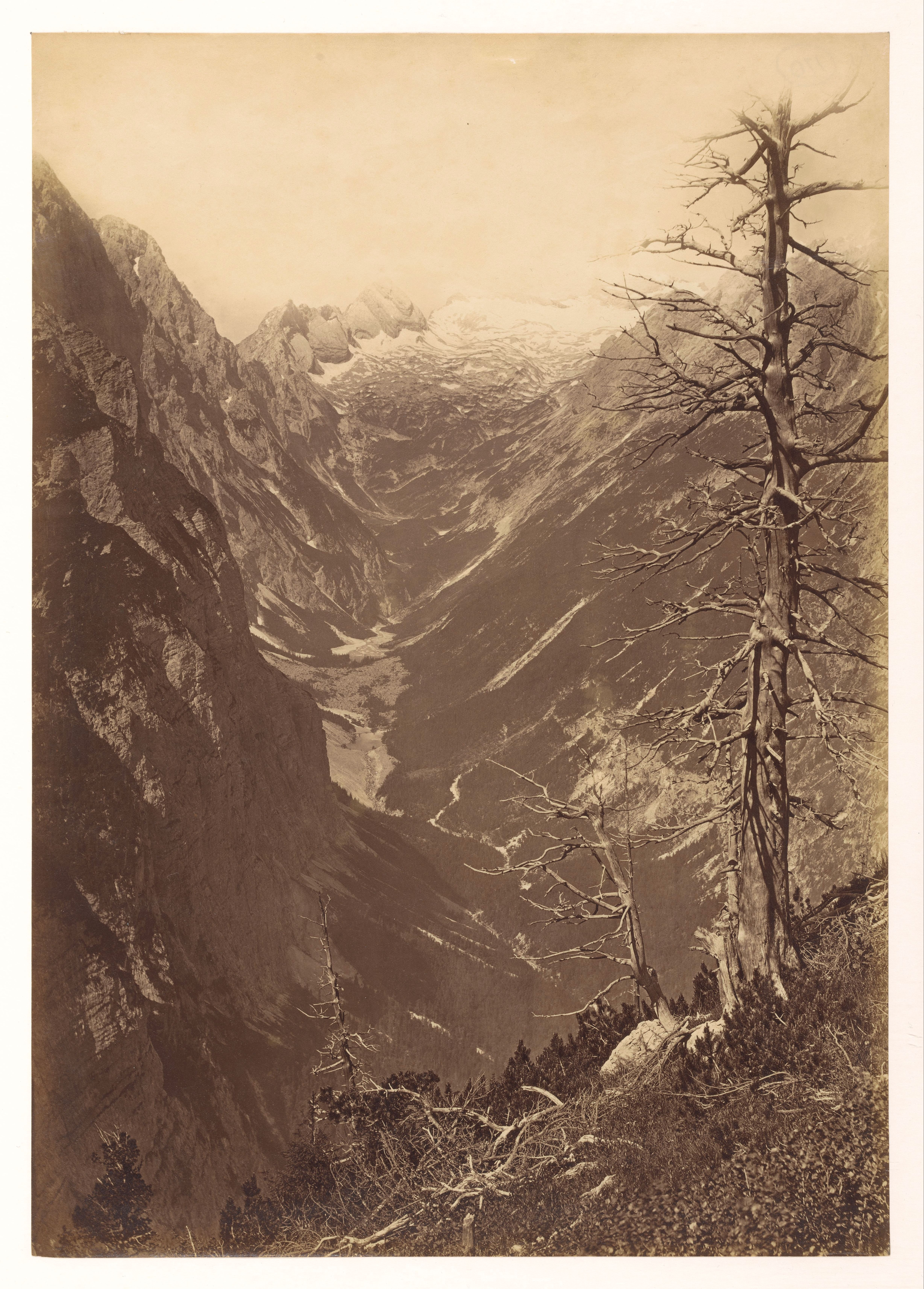
Vergrößerbares Bild von vor 1880 mit vorderer Blauer Gumpe und Felsdamm weiter talaufwärts im Reintal
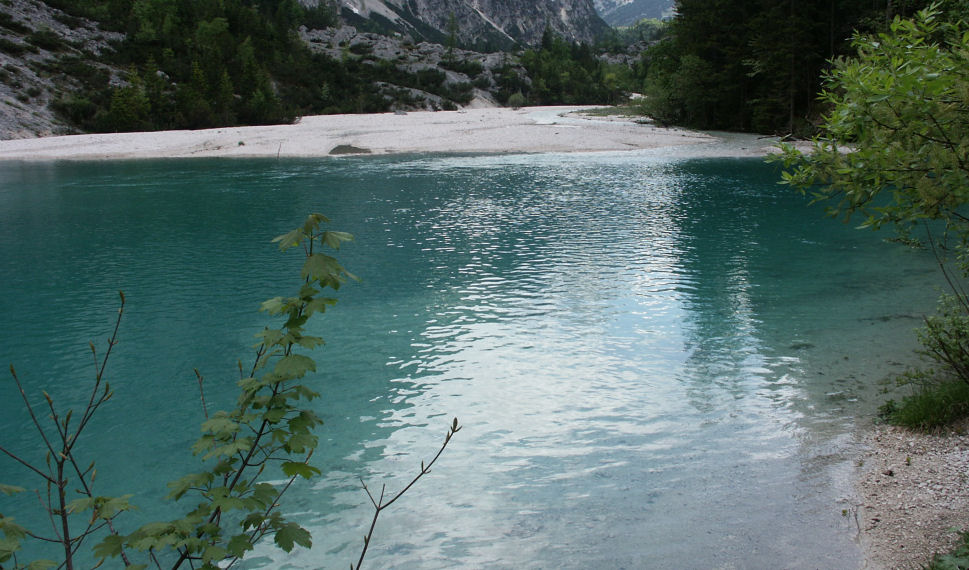
Die Vordere Blaue Gumpe vor dem Unwetter im August 2005 …
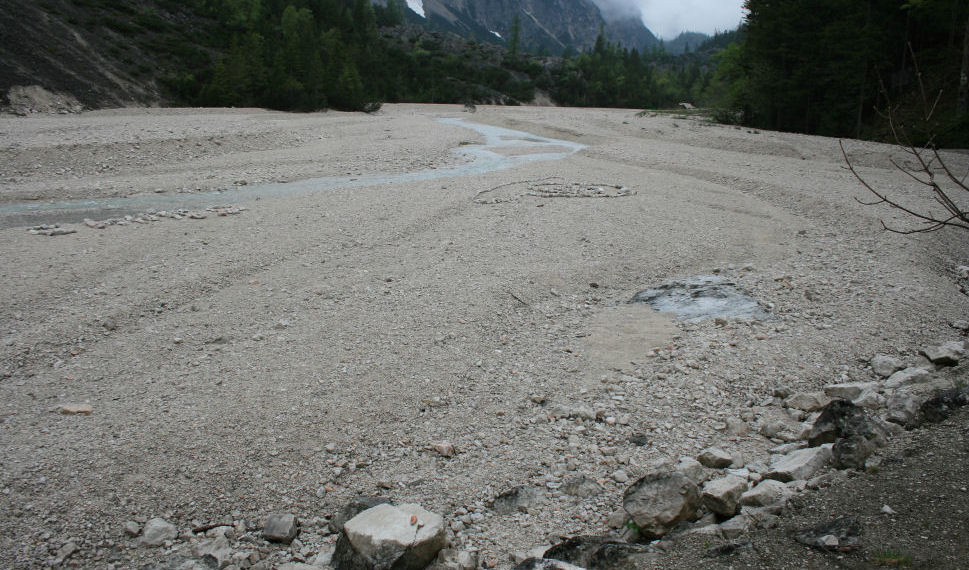
… und danach